# フェラーリ・ローマ
フェラーリ・ローマ（Ferrari Roma）は、イタリアの自動車メーカーであるフェラーリが生産しているスポーツカーである。

## 概要
2019年11月13日発表。先んじて登場していたポルトフィーノのクーペ版といえるが、スタイリングはポルトフィーノとは大きく異なり、ローマは1950年代から1960年代にローマの街で流行した「自由で気ままな甘い生活」（La Dolce Vita）および同名のイタリア映画を開発コンセプトとし、現代版「La Nuova Dolce Vita」（ラ・ノーヴァ・ドルチェ・ヴィータ）“新しい甘い生活”として具現化したモデルである。同年12月19日にはYouTubeにシネマ風のプロモーション・ビデオがアップロードされた。
乗車定員は2+2ではなく「2+クーペ」と表現される。後席自体はあるものの、子供しか着座できないほどの狭さを意味するが、その後席の狭さがエレガントなファストバックスタイルを生み出しており、フロントまわりの曲線的なデザインと相まって、1950年代から1960年代にかけてのフェラーリのスタイルが意識されている。トランクは独立したトランクリッドを持ち、リアウインドウとトランクリッドの間には可変ウィングが装備される。また、フェラーリ伝統の丸型テールランプを不採用とするなど、フェラーリの今後の新たなデザイン言語を示す形となった。
日本では2020年4月1日に発表。デリバリーは2021年初頭から開始された。
2023年1月、中国で1台限定の中国進出30周年モデルを発表した。
2023年3月、オープントップモデルのスパイダーが発表された。

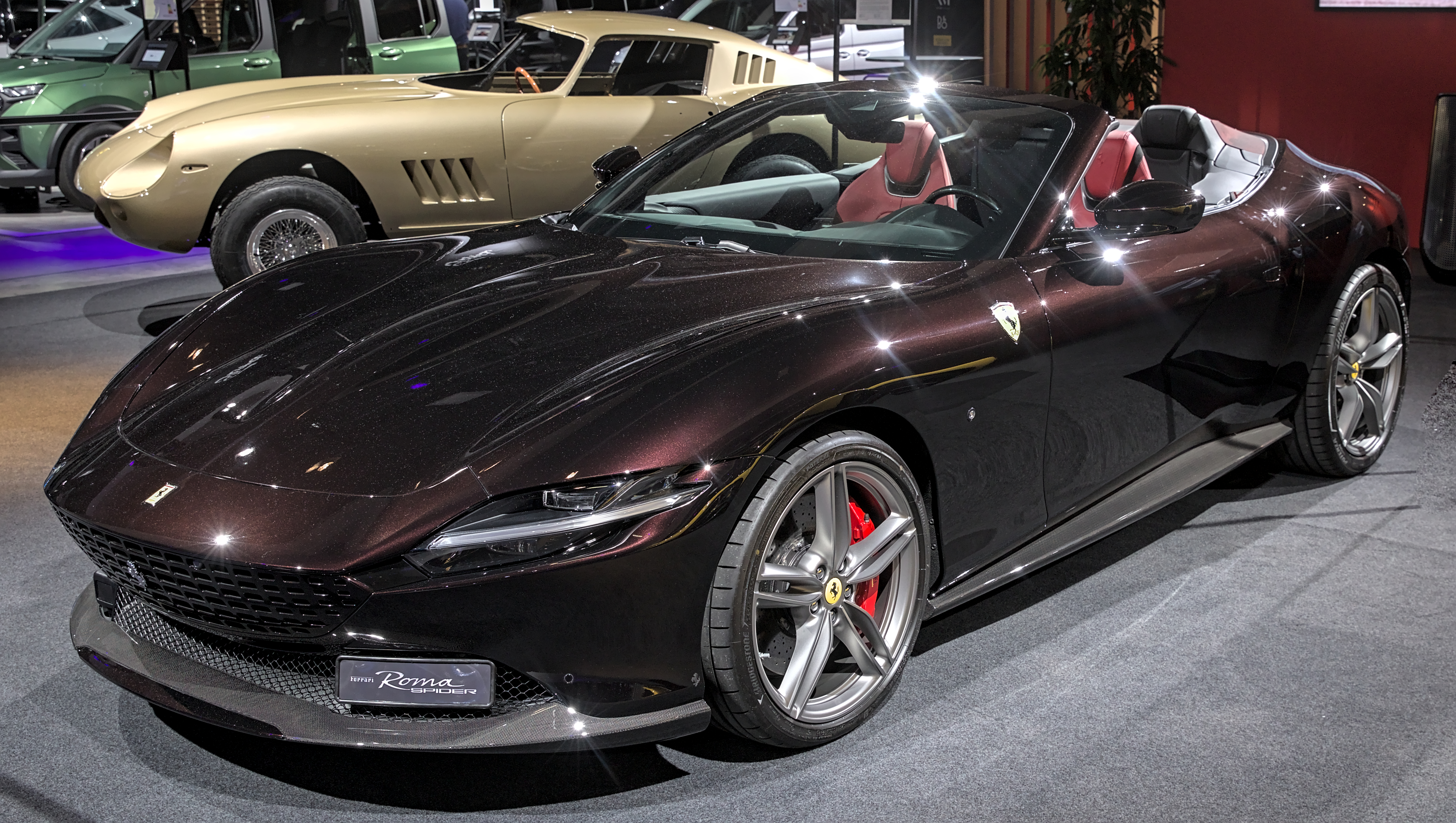
ローマ スパイダー
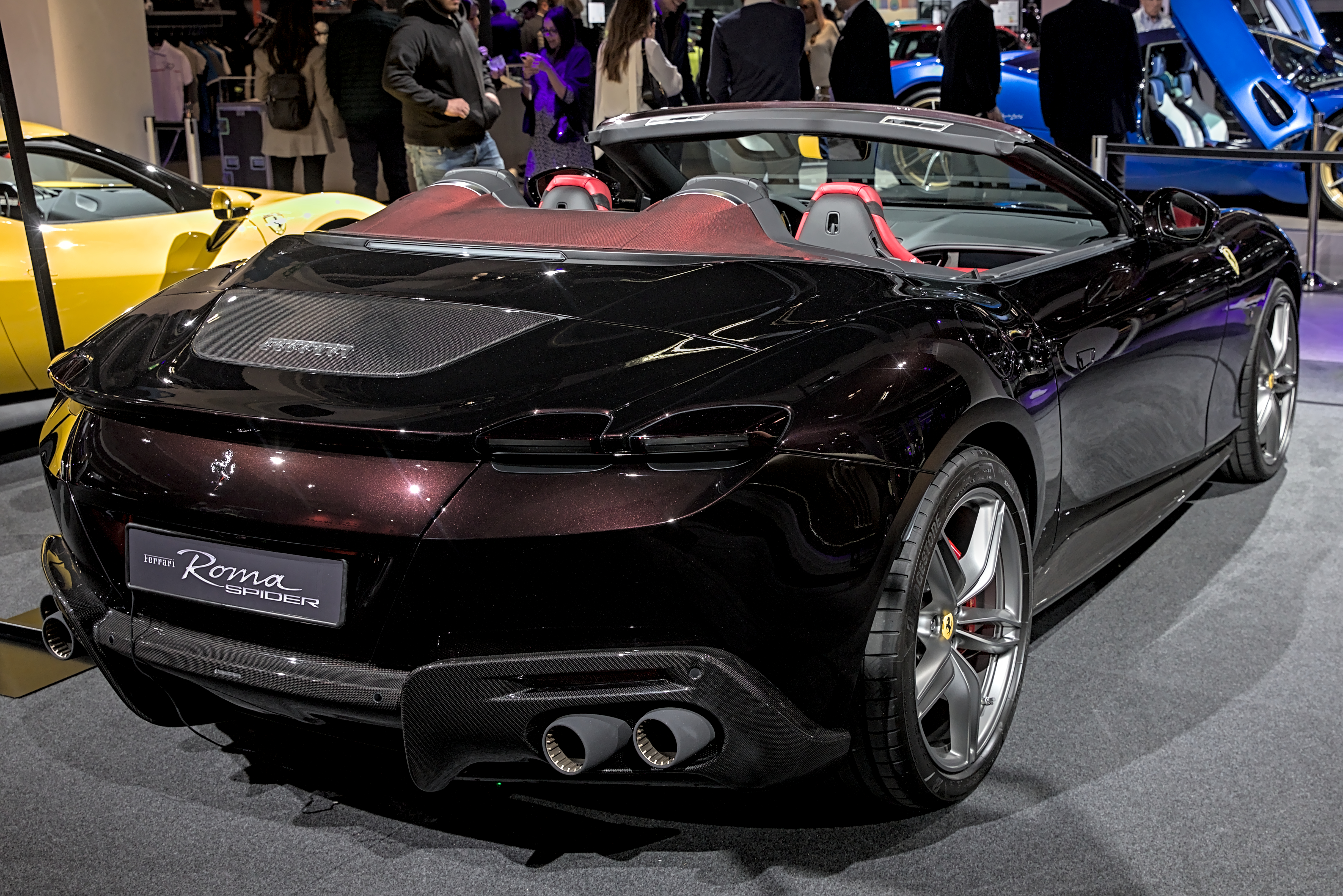
ローマ スパイダー

### メカニズム
V型8気筒3,855ccツインターボエンジンをフロントミッドシップに搭載し、後輪を駆動する。トランスミッションはリアアクスル付近に配置されるトランスアクスル方式を採用。エンジン自体はポルトフィーノと同一だが、最高出力は20馬力増加し620馬力を発生する。
トランスミッションはSF90ストラダーレに採用されている8速DCTを採用（ポルトフィーノは7速DCT）。走行モードである「マネッティーノ」は「ウエット」「コンフォート」「スポーツ」「レース」「ESCオフ」の5種類のモードを持つ（ポルトフィーノは3種類のみ）。GT系で5つの走行モードを装備しているのはローマが初である。ボディサイズは全長4,656mm×全幅1,974mm×全高1,301mm、ホイールベースは2,670mm。ホイールベースはポルトフィーノと同値だが、ボディサイズはポルトフィーノより70mm長く、36mm広く、17mm低くなっている。